# Leszek Kołakowski
Leszek Kołakowski (n. 23 octombrie 1927, Radom, Polonia – d. 17 iulie 2009, Oxford, Anglia, Regatul Unit) a fost un filozof polonez, cunoscut pe plan internațional ca un critic al marxismului, dar și ca istoric al filosofiei. Interesele sale majore se manifestă mai ales în domeniul filosofiei liberale de secol al XIX-lea, filosofiei culturii și filosofiei religiei. S-a menținut aproape atât de filosofia continentală cât și de cea analitică, fiind un bun cunoscător al originilor lor comune. Trăiește în exil din 1968. Înainte de a părăsi Polonia, la sfârșitul anilor 1950, a fost unul din dizidenții importanți față de regimul comunist polonez.

## Biografie
Își începe activitatea ca asistent la catedra de logică a Universității din Łódź iar din 1959 devine profesor de Istoria filosofiei la Universitatea din Varșovia. 
Devine cunoscut și ca activist politic și teoretician, profesând un marxism democratic și umanist. În 1956 se afirmă ca unul din cei mai proeminenți revizioniști polonezi ai marxismului, alături de Bronisław Baczko și Schaff, inițiind „Revizionismul marxist”, curent ce câștigă forță prin câteva articole publicate în presă.
Primul text interzis oficial de către cenzură a fost un manifest scris în 1956 pentru revista Po prostu, intitulat „Ce este Socialismul?”, text care a început repede să circule clandestin, atrăgând atitudinea ostilă fățișă a autorității politice poloneze. Într-o serie de articole, adunate sub titlul Responsabilitate și istorie, (1957), el atacă determinismul istoric marxist, afirmând teza că judecata morală individuală este superioară oricărei forme de condiționări socio-economice. Doctrina oficială a partidului este lezată iar Władysław Gomułka a reacționat atacându-l personal pe Kolakowski la Plenara a noua a Partidului din 1957. Ulterior publică un articol despre conceptul de adevăr la Marx (1959), care i-a atras pierderea poziției de editor al revistei Studia Filozoficzne. De asemenea, un rol important în afirmarea revizionismului său l-a avut eseul Preotul și bufonul, în care analizează atitudinea intelectualilor față de autorități și compară marxismul cu o dogmă religioasă apărată de o castă de „preoți”.
Printre altele, în această perioadă scrie Introducerea la ediția poloneză a Tratatului de istorie a religiilor de Mircea Eliade (traducere de Jan Wierusz-Kowalski, editor Bogdan Kupis, Varșovia 1966).
În martie 1968 a fost expulzat din universitate și a profitat de șansa emigrării. Ajunge la Universitatea Berkeley, unde începe să publice o serie de articole despre Noua Stângă. Exilul i-a dat ocazia să-și formeze o opinie negativă despre stânga occidentală, Kolakowski încetând să se mai considere marxist, fie și unul revizionist, spunând la un moment dat că „există argumente mult mai bune în favoarea democrației și libertății decât observația că Marx nu le e chiar atât de ostil pe cât pare la prima vedere”. Totuși, rămâne socialist și ateu. Între 1980 și 1995, când s-a retras, a predat la Universitatea din Chicago și la Universitatea Oxford.

## Filosofia lui Kołakowski
Opera filosofică este o combinație de erudiție masivă, cu modificări uneori derutante: de la marxism trece la un revizionism moderat, încă stângist, pentru ca în ultima parte a activității să i se atribuie atitudini conservatoare sau chiar de dreapta.
Polemicile sale conțin raportări critice la adresa modernității dar și a postmodernismului ca opțiune și soluție. În Încercările modernității (1990) susține că modernitatea este o sursă de disconfort deoarece orice fel de program consistent, politic sau religios, conține un dezechilibru latent, conducând la absolutizare și auto-distrugere. Astfel, teoria creștină a drepturilor inalienabile ale omului considerat ca valoare în sine a fost asimilată de statul laic și transformată în teza drepturilor individuale inalienabile garantate și distribuite de stat, facilitându-se apariția totalitarismului. Orice credință în consistență, în adevăruri nechestionabile, este o atitudine-hybris care provoacă inevitabil apariția unor fanatisme ca Stalinismul, Nazismul sau Maoismul. Acestea sunt, alături de tradiția umanistă de proveniență creștină (umanismul eliberat de creștinism, chiar dacă înrădăcinat în el, nu mai este o sursă de echilibru pentru dezvoltarea culturală, ci o „utopie a autonomiei umane și a speranței de perfecțiune nelimitată”), cele mai eficiente instrumente de sinucidere morală inventate vreodată, datorită faptului că duc spre o justificare a sclaviei și o relativizare a răului. Răul nu trebuie relativizat, Satan este real, sursă a îndoielii și nesiguranței, ele însele mărturii ale imperfecțiunii noastre. Singura salvare în acest sens o poate reprezenta o credință universală de tip kantian în esența sacră a individului. Numai credința universală se sustrage, spre deosebire de adevărurile ideologice sau stohastice, de la impunerea forțată, transformând ideile nu în instrumente de tortură, ci în adevăruri empirice.
Din punct de vedere ontologic, Kolakowski profesează un anti-realism. El critică realismul aristotelic, conform căruia universul are realitate proprie iar limbajul „copiază” diviziunile și obiectele conținute de acest univers („Self-Identifying Objects”, în terminologia lui Putnam) încearcă să evite realismul moderat (după care universul conține o infinitate de clasificări iar noi, prin limbaj, o selectăm pe cea adecvată propriului nostru uz), pledând explicit pentru anti-realism, conform căruia lumea în sine este nediferențiată iar noi creăm obiecte inventând clasificări. Universul este dependent de minte.
În ultimii ani reputația sa în cadrul stângii occidentale a scăzut. 
A colaborat cu prestigioase reviste internaționale: Temps Modernes, Hinter dem Eisernen Vorhang, Tri-Quarterly, Ost-Probleme, Il Leviatano, L'Altra Europa, De Homine, Neues Forum, Der Spiegel, Merkur, Frankfurter Rundschau, Critica storica, Vita e pensiero, The socialist Register, Der Spiegel, Contrepoint, Trybuna, Encounter, Dialog and Humanism, Survey, Frankfurter Allgemeine Zeitung, Times Literary Supplement, Critical Review, Daedalus. După exilare a continuat totuși să scrie și pentru importante publicații poloneze, cum ar fi: Argumenty, Znak, Tworczosc, Studia Filozoficzne, Dialog, Kultura i Spoleczenstwo, Nowe Ksiazki, Euhemer, Zeszyty Argumentow, Archiwum Historii Filozofii i Mysli Spolecznej, Dzis, Twórczosc, Studia Estetyczne, Nowe Ksiazki, Sztandar Mlodych, Zycie Literackie, Polska, Dialog, Euhemer, Aneks, Znak, Kontakt.

## Opere (selecție)
- Szkice o filozofii katolickiej (Schițe despre filosofia Catolică), Varșovia, 1955;
- Der Mensch ohne Alternative (Omul fără alternativă), München, 1960;
- 13 bajek z królestwa Lailonii dla duzych i malych (Treisprezece povestiri din regatul Lailoniei pentru cititori mari și mici) Varșovia, 1963;
- Rozmowy z diablem (Convorbiri cu Diavolul, povestiri filosofice), Varșovia, 1965;
- Kultura i fetysze (Cultură și fetiș), Varșovia, 1967;
- Die Gegenwärtigkeit des Mythos (Prezența mitului), München, 1972;
- The Devil and Scripture (Diavolul și Scriptura), Oxford, 1973;
- Marxismus, Utopie und Anti-Utopie (Marxism, utopie și anti-utopie), Stuttgart, 1974;
- Husserl and search for certitude (Husserl și căutarea certitudinii), Londra, 1975;
- Der Mensch ohne Alternative (Omul fără alternative), München, 1976;
- Glówne nurty marksizmu (Direcții principale în marxism: apariție, dezvoltare și disoluție), 3 volume, Paris, 1976-1978, Oxford, 1978 (cea mai masivă carte despre filosofia și teoria non-economică a marxismului scrisă până în prezent);
- Religion: if there is no God: on God, the Devil, sin and other worries of the so-called philosophy of religion (Religia. Dacă nu există Dumnezeu... Despre Dumnezeu, Diavol, păcat și alte necazuri ale așa-numitei filosofii a religiei), New York, Oxford, 1982 (în limba română, Editura Humanitas, 1993);
- Bergson, Oxford, 1985;
- Horror metaphysicus, Oxford, 1988 (în limba română, Editura All);
- Elogio dell'incoerenza (În apărarea inconsistenței), Milano, 1982;
- Modernity on endless trial (Încercările modernității), Chicago-Londra, 1990;
- God owes us nothing: a brief remark on Pascal's religion and on the spirit of Jansenism (Dumnezeu nu ne datorează nimic: scurtă remarcă asupra religiei lui Pascal și asupra spiritului Jansenismului), Chicago, 1995.

## Articole publicate în engleză și disponibile online
- My Correct Views On Everything: A Rejoinder to Edward Thompson's "Open Letter to Leszek Kolakowski, Socialist Register 1974
- How to Be a Conservative-Liberal-Socialist Arhivat în 21 iunie 2006, la Wayback Machine.
- The Alienation of Reason (Extract)
- The Death of Utopia Reconsidered

Pentru opera sa filosofică, tradusă în numeroase limbi de circulație (germană, engleză, croată, cehă, franceză, olandeză, sârbă, suedeză, spaniolă, ebraică) a primit Mc Arthur Foundation Prize în 1983 și Jefferson Award în 1986. A fost membru al American Society of Arts and Science.